# Вікенд у Берні
«Вікенд у Берні» (англ. Weekend at Bernie's) — американська чорна комедія 1989 року.
Фільм має такий слоган: "Два придурки. Один труп. Чудова вечірка!!!"

## Сюжет
Службовці страхової корпорації Ларрі та Річард - справжні трудоголіки. Заради службового підвищення хлопці проводять в офісі законні вихідні, і старання молодих менеджерів виявляються не марними. Розбираючи фінансові звіти, приятелі виявляють шахрайство - хтось «помилково» провів страхові виплати, присвоївши собі два мільйони з коштів корпорації. Про це вони відразу ж повідомляють своєму босу Берні Ломаксу, не знаючи про те, що він і є той самий грабіжник рахунків. Берні вихваляє хлопців і запрошує на вихідні до себе в розкішний особняк на березі Атлантичного океану, на острів Хемптон, але водночас просить свого знайомого з мафії вбити їх. Бос Мафії (Віто), знаючи, що його подружка зраджує йому з Берні, наказує вбити не хлопців, а самого Берні, що й робить Паул просто в розкішному особняку за допомогою уколу великою дозою героїну та одягає на Берні окуляри.
Хлопці, які приїхали, намагаються привести Берні до тями, але Річард помічає героїн у нього в кишені та за допомогою окулярів перевіряє, чи дихає Берні. Але він мертвий, заявити до поліції хлопці бояться, бо можуть подумати що це вони вбили Берні. Але тут збираються численні гості на вечірку, і їм доводиться видавати Берні за живого, адже він в центрі уваги.
Після завершення вечірки Ларрі та Річард випадково викидають Берні за віллу, та його відносить у море. Але пізніше його прибило до берега, і вони заховали його в кімнаті. 
В цей час до маєтку приходить Тіна (коханка Берні та дружина голови мафії Віто), яка дуже п'яна, вона йде у кімнату мертвого Берні та гарно проводить з ним час.
Тим часом, наступного ранку, друзі знаходять запис на телефоні Берні, в якому йдеться про те, що потрібно вбити двох щенят: хлопці розуміють що вони в небезпеці і знаходять кейс з краденими грошима та запискою: "Я і Річард Паркер вкрали ці гроші у компанії та підробляли страхові поліси. Більше не можемо так жити, коли ви приїдете, ми будемо мертві. (підпис Ларрі)". 
Ларрі та Річард беруть Берні та намагаються втекти, але спізнилися на катер та повернулися до маєтку, туди ж йдуть і вбивця (Паул) з револьвером, і дівчина Річарда - Гвен. 
Під кінець, Ларрі вдається побороти злочинця та повідомити про вбивство Берні. 
У фінальній сцені на пляжі - Ларрі, Річард та Гвен розмовляють між собою, та скотившись з гірки, Берні падає прямо за них і сідає, підперши руку головою. Герої тікають, а Берні закопує в пісок хлопчина.

## В ролях
- Ендрю Маккарті - Ларрі Вілсон
- Джонатан Сілверман - Річард Паркер
- Кетрін Мері Стюарт - Гвен Сондерс (дівчина Річарда)
- Террі Кайзер - Берні Ломакс (босс Ларрі та Річарда, викрадач грошей)
- Дон Калфа - Паул (вбивця)
- Кетрін Паркс - Тіна / подружка Віто та коханка Берні
- Луї Джамбалво - Віто (босс мафії)
- Тед Котчефф - Джек Паркер (батько Річарда, камео)
- Скіт Ульріх - роль у масовці